# Thomas Gerwers
Thomas Gerwers (* 11. Mai 1965 in Neukirchen-Vluyn) ist ein deutscher Fotojournalist und Publizist. Er ist außerdem als Moderator, Referent und Jury-Mitglied im Bereich der Fotografie tätig.

## Leben
Die journalistische Tätigkeit von Gerwers begann 1987 mit einem journalistischen Volontariat. Danach war er als Redakteur tätig, bis er 1990 zum GFW-Verlag in Düsseldorf wechselte. Dort arbeitete er zunächst einige Monate für das Branchenmagazin INPHO Imaging & Business, bevor er im Oktober 1990 zum Chefredakteur der ProfiFoto berufen wurde. 
1997 gründete Thomas Gerwers das Buero GRG für Redaktion, Organisation und Kommunikation. 
Seit 2002 ist Gerwers zudem geschäftsführender Gesellschafter der GFW PhotoPublishing GmbH in Düsseldorf.
1996 war er einer der Initiatoren des Arbeitskreises Digitale Fotografie, adf e.V., dessen Vorstand er bis 2014 angehörte. 
Seit 1998 ist er außerdem Mitglied des Vorstands der Technical Image Press Association und wurde 2008 zu deren Vorsitzenden gewählt. 
Er ist ein qualifiziertes Mitglied der Deutschen Gesellschaft für Photographie (DGPh) und war darüber hinaus als Juror bei den Fotowettbewerben Hasselblad Masters, Felix Schoeller Fotopreis, Geschossen + Gedruckt, Gregor Kalenderpreis, photokina meets Academy tätig.

## Leistungen
Thomas Gerwers setzt sich für die Nachwuchsförderung im Bereich der Fotografie ein. Durch sein Engagement entstand 2006 der Canon ProfiFoto Förderpreis der zweimal jährlich stattfindet.